# Folkwang Kammerorchester Essen

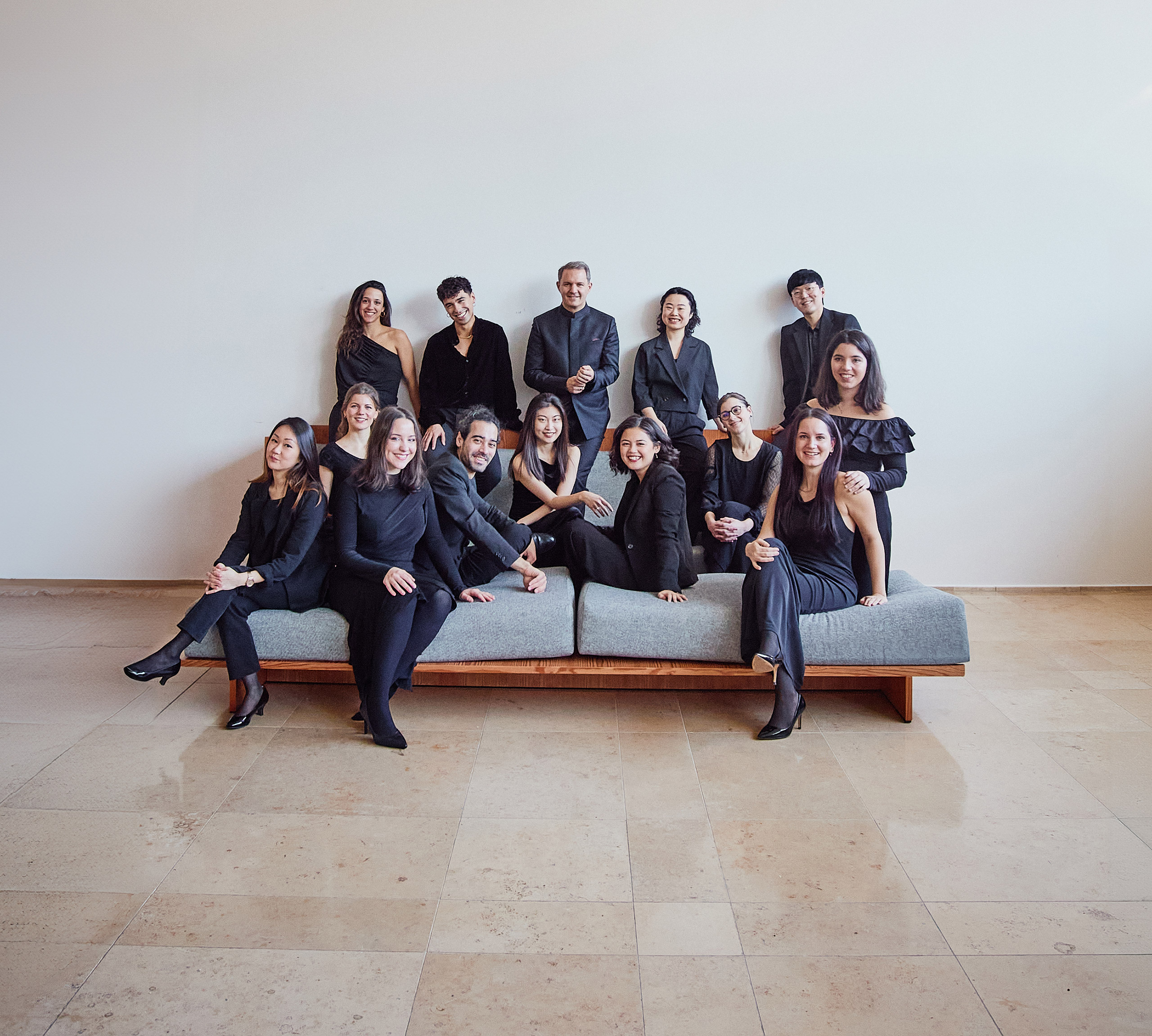
Folkwang Kammerorchester Essen, Dirigent Johannes Klumpp

Das Folkwang Kammerorchester Essen ist ein Orchester, das auf der Grundlage des Folkwang-Gedankens Abschlussstudenten nordrhein-westfälischer Musikhochschulen als „Sprungbrett-Orchester“ auf höchstem Niveau in das spätere Berufsleben begleitet. Es wurde 1958 durch den Direktor der Folkwang-Hochschule, Heinz Dressel, gegründet. Seitdem wurden weit über 500 Musiker in Opern- und Konzertorchestern im In- und Ausland übernommen.
Seine Verwurzelung in der Stadt zeigt das Ensemble mit regelmäßigen Konzerten in den größten Spielstätten Essens, darunter die Villa Hügel, in der es als einziges Orchester regelmäßig spielt, die Philharmonie Essen, das Museum Folkwang  sowie das Weltkulturerbe Zeche Zollverein. Darüber hinaus ist das Ensemble mit zahlreichen Konzerten in Deutschland und im benachbarten europäischen Ausland zu Gast.
Seit der Saison 2013/2014 arbeitet Johannes Klumpp als Chefdirigent und Künstlerischer Leiter mit den jungen Musikern des Folkwang Kammerorchesters Essen. Unter seiner Leitung experimentiert das internationale Ensemble mit Konzertformen, Genres und Stilen: Regelmäßig werden in den Konzerten andere Kunstformen zur Musik kombiniert. Neben der Alten Musik bilden die Werke Wolfgang Amadeus Mozarts einen Schwerpunkt.
Wesentliche Säule des Orchesterprofils ist neben der Jugendarbeit mit Probenbesuchen, Workshops sowie Familien- und Generationenkonzerten auch die Kommunikation zwischen Orchester und Publikum: Gesprächskonzerte, Künstler-Interviews, fundierte Moderationen und Werkstattgespräche ermöglichen neue Hör-Erfahrungen und geben vielseitige Einblicke in den Entstehungsprozess eines Konzerts.